# Ignaz von Olfers
Ignaz von Olfers est un naturaliste et un diplomate allemand, né le 30 août 1793 à Münster et mort le 23 avril 1871.

## Biographie
Issu de la famille noble von Olfers (de), il part en 1816 comme diplomate au Brésil. En 1838, il devient le directeur du Muséum impérial de Berlin (l'actuel musée d'histoire naturelle de Berlin). Olfers décrit de nombreux mammifères dans le Journal von Brasilien de Wilhelm Ludwig von Eschwege (1777-1855).

## Famille
Il épouse le 3 décembre 1823 à Berlin Hedwig von Staegemann (1799-1891), la fille du juriste-poète et conseiller d'État prussien Friedrich August von Stägemann (1763-1840) et d'Elisabeth Fischer gesch. Graun (1761-1835). Quatre enfants sont issus de ce mariage :
- Johanna (Nina) (1824-1901) marié avec Ludwig Yorck von Wartenburg (1805-1865)
- Marie (1826-1924), poétesse
- Hedwig (1829-1919) mariée avec Heinrich Abeken (1809-1872)
- Ernst Friedrich Franz Gustav Maria (1840-1915), conseiller sanitaire, seigneur de Metgethen